# Кенджежин Кожле
Кенджежин Кожле (на полски: Kędzierzyn Koźle) е железопътна гара в Кенджежин-Кожле, Южна Полша.
Разположена е на железопътна линия 136 (Ополе Грошовице – Кенджежин Кожле), железопътна линия 137 (Катовице – Легница), железопътна линия 151 (Кенджежин Кожле – Халупки), железопътна линия 174 (Кенджежин Кожле – Кенджежин Кожле Порт), железопътна линия 175 (Клодница – Ключборк), железопътна линия 199 (Руджинец Гливицки – Кенджежин Кожле), железопътна линия 680 (Кенджежин Кожле – Клодница), железопътна линия 682 (Нова Веш – Кенджежин Кожле) и железопътна линия 709 (Кенджежин Кожле – Старе Кожле).